# 1933 en sport automobile
Chronologie du Sport automobile
1932 en sport automobile - 1933 en sport automobile - 1934 en sport automobile

## Les faits marquants de l'année1933enSport automobile
- Le Français Maurice Vasselle remporte le Rallye automobile Monte-Carlo sur une Hotchkiss.

## Par mois

### Février
- 19 février : Grand Prix de Pau.
- 22 février : Malcolm Campbell roule à 437,320 km/h à bord du Blue Bird et établit ainsi un nouveau record de vitesse terrestre.
- 26 février : Grand Prix automobile d'hiver de Suède.

### Mars
- 26 mars : Grand Prix automobile de Tunisie.

### Avril
- 9 avril : Mille Miglia
- 23 avril : Grand Prix automobile de Monaco.

### Mai
- 7 mai : Grand Prix automobile de Tripoli.
- 21 mai : Avusrennen.
- 28 mai :
  - Eifelrennen.
  - Targa Florio.
- 30 mai : 500 miles d'Indianapolis

### Juin
- 4 juin :
  - Grand Prix automobile des Frontières.
  - Grand Prix automobile de Nîmes.
- 11 juin : Grand Prix automobile de France.
- 17 juin : départ de la 11e édition des 24 Heures du Mans.
- 18 juin : victoire de Raymond Sommer et Tazio Nuvolari sur une Alfa Romeo aux 24 Heures du Mans.

### Juillet
- 9 juillet : Grand Prix automobile de Belgique.

### Août
- 6 août : Grand Prix automobile de Suède.
- 13 août : Grand Prix automobile de Pescara.
- 27 août :
  - Grand Prix automobile d'Albi.
  - Grand Prix automobile de Marseille.

### Septembre
- 2 septembre : RAC Tourist Trophy
- 10 septembre :
  - (Sport automobile) : Grand Prix automobile d'Italie.
  - (Sport automobile) : Grand Prix automobile de Monza.
- 17 septembre : Grand Prix automobile de Tchécoslovaquie.
- 24 septembre (Sport automobile) : Grand Prix automobile d'Espagne.

## Naissances
- 7 janvier : Eberhard Mahle, pilote automobile allemand.
- 23 mars : John Taylor, coureur automobile anglais
- 4 avril : Bill France Jr., entrepreneur américain, ancien président de la NASCAR. († 4 juin 2007).
- 7 avril : John Edwin Louin Hine, pilote automobile britannique.
- 5 mai : Frédéric (Federico) Toselli, pilote automobile franco-italien.
- 21 mai : Fernand Tavano, pilote automobile français, (†  6 août 1984)
- 4 juillet : Carl-Otto Bremer, pilote de rallyes et sur circuits finlandais († 7 août 1962).
- 27 juillet : Chris Lawrence, pilote automobile anglais. († 13 août 2011).
- 29 juillet : Colin Davis, pilote automobile britannique. († 19 décembre 2012)
- 8 septembre : Bob Garretson, pilote automobile américain sur circuits spécialiste de courses d'endurance.
- 18 octobre : Ludovico Scarfiotti, pilote automobile italien. († 8 juin 1968).

- 25 novembre : Jean Vinatier Jr, pilote de rallye automobile français.
- 26 décembre : Moisés Solana, coureur automobile mexicain. (†27 juillet 1969).

## Décès
- 16 avril : Bob Carey, pilote automobile américain (° 28 septembre 1904).
- 20 mai : Louis-Aimé Trintignant, pilote automobile français.

- 21 mai :  Guy Bouriat, pilote automobile français. (° 16 mai 1902).
- 10 septembre : Giuseppe Campari, pilote automobile italien de Grand Prix. (° 8 juin 1892).